# Vítězslav Eibl
Vítězslav Eibl (6. června 1928, Habří – 23. dubna 2009, Mariánské Lázně) byl český keramik, sochař a pedagog.

## Život
Vítězslav Eibl se vyučil během války (1943–1946) jako keramik náhrobních plastik a dva roky (1946–1948) pracoval jako malíř porcelánu v závodě Epiag ve Staré Roli. V letech 1948–1953 studoval na Vysoké škole uměleckoprůmyslové v Praze modelování keramiky a porcelánu u profesora Otty Eckerta.
Po absolvování základní vojenské služby se přestěhoval do Mariánských lázní, kde měl provizorní ateliér a vyučoval do roku 1973 na místní LŠU. Na své chalupě v Pístově měl malou kovárnu, kde si vyráběl sochařská dláta, později i keramickou pec a slévárnu bronzu. Zemřel 23. dubna 2009 ve věku 80 let.

## Dílo
Vítězslav Eibl pracoval jako sochař v kameni, dřevě, bronzu a keramice. V 50. letech vytvořil komorní keramické plastiky (Dvě ženy, 1953) a sochy v kameni (Závodník, 1959, opuka) i bronzu. Koncem 60. a v 70. letech pracoval se dřevem (Zelené torzo, před 1971). Je autorem řady pomníků, pamětních desek a keramických reliéfů ve veřejném prostoru v oblasti Západních Čech. Navrhl také některé ceny a medaile pro sportovní soutěže.
V posledních letech se věnoval portrétní tvorbě (Miroslav Horníček, Mariánské lázně). Pro Národní divadlo vytvořil bronzovou bustu Ladislava Peška.

### Realizace
- 1960 Medvěd (pískovec), Medvědí pramen, Mariánské lázně
- 1978 Ptáci (trachyt, reliéf), atrium ZŠ na sídlišti Skalka v Chebu
- 1978 Práce, Život (keramický reliéf), Městský úřad, Cheb
- neuvedeno Jaro (bronzová socha dívky), Ferdinandův pramen v Mariánských lázních (Ukradeno a zničeno 2008)
- 1990 Žena s dítětem (kámen), zřídlo Natalie ve Františkových Lázních
- 1991 Ležící (pískovec), Městské sady Cheb
- 2005 Pamětní deska Johanna Wolfganga Goetha, Sokolov
- 2006 Pamětní deska Karla Maye, Sokolov
- 2006 Pamětní deska Rudolfa Welse, Sokolov
- 2007 Pamětní deska Toniho Schöneckera, Sokolov
- 2014 Sousoší: Setkání monarchů (Františka Josefa I. a krále anglického Edwarda VII. v Mariánských lázních roku 1904), podle skic V. Eibla zhotovil Albert Králíček[2]

### Zastoupení ve sbírkách
- Galerie výtvarného umění v Chebu
- Galerie umění Karlovy Vary
- Městské muzeum, Mariánské Lázně
- Galerie Klatovy - Klenová
- Západočeská galerie v Plzni

### Autorské výstavy
- 1980 Vítězslav Eibl: Sochy, Galerie výtvarného umění v Chebu
- 1983 Vítězslav Eibl: Sochy, Galerie bratří Čapků, Praha
- 1984 Vítěslav Eibl: Sochy, Galerie umění Karlovy Vary
- 1988 Vítězslav Eibl: Sochy, kolonáda Maxima Gorkého, Mariánské Lázně

## Galerie

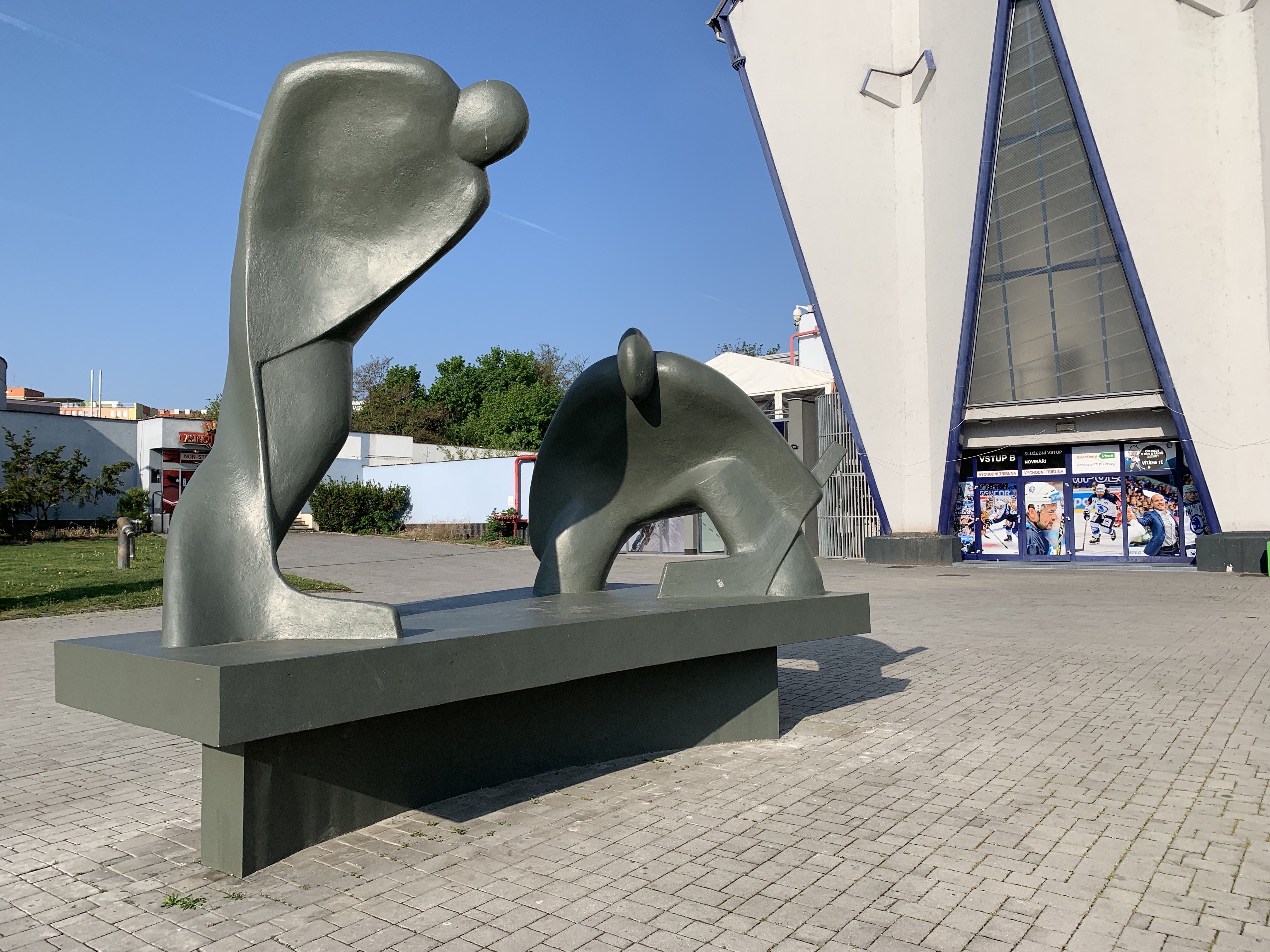
Sousoší "Hokejisté" od Vítězslava Eibla u zimního stadionu v Plzni.
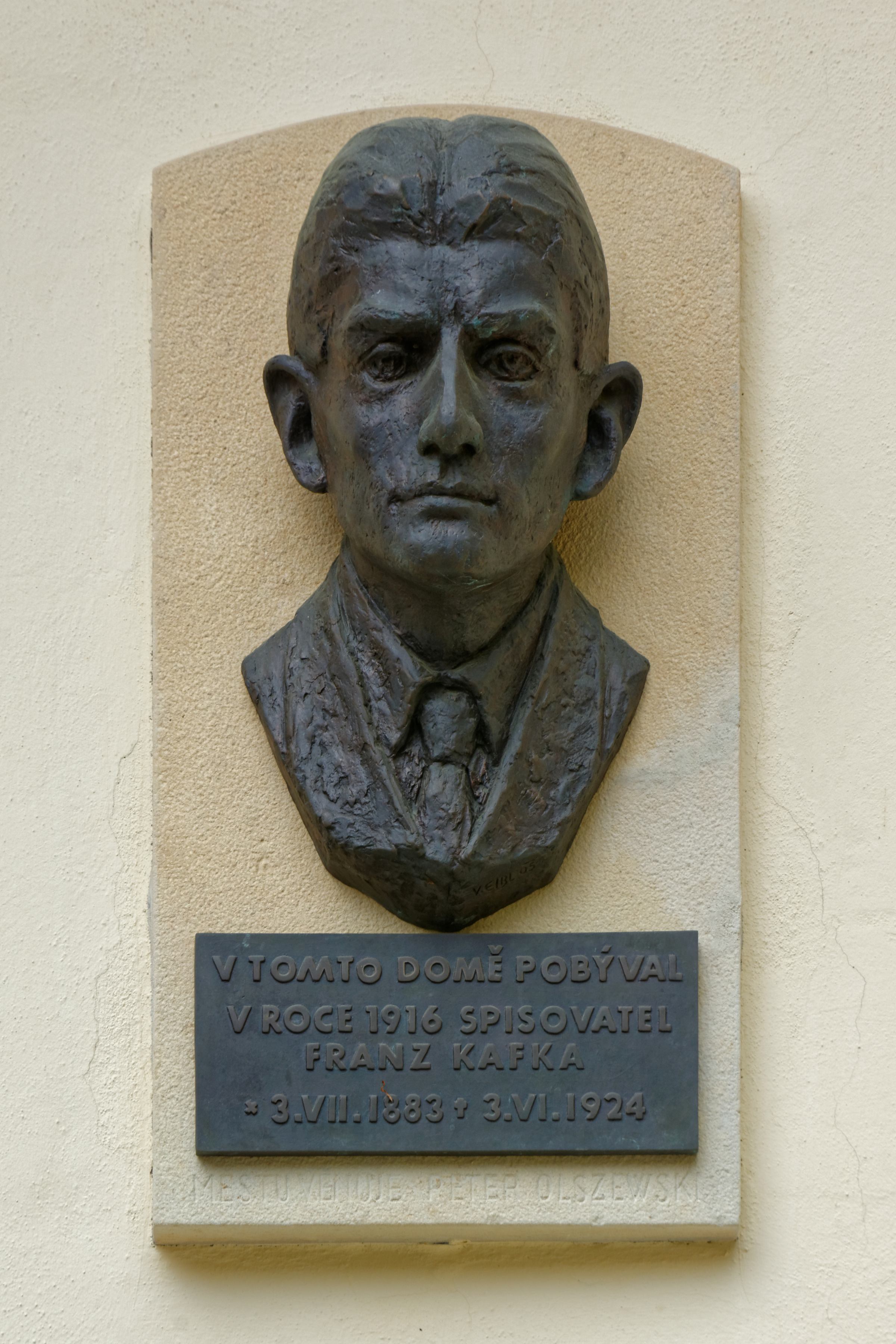
Mariánské Lázně, Lázeňský dům Balmoral-Osborne, Hlavní třída, pamětní deska Franze Kafky od Vítězslava Eibla .
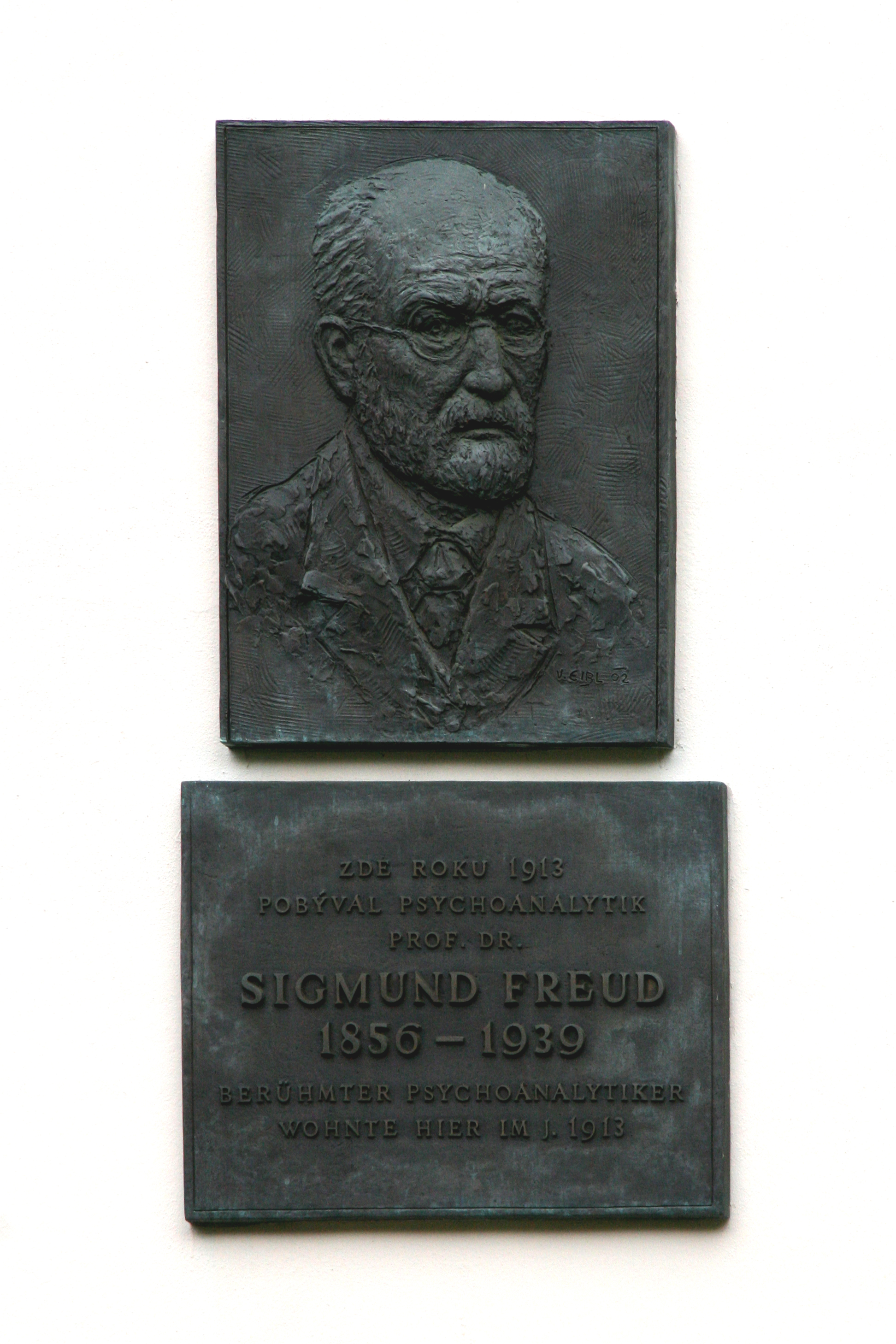
Pamětní deska Sigmunda Freuda od Vítězslava Eibla, Mariánské Lázně
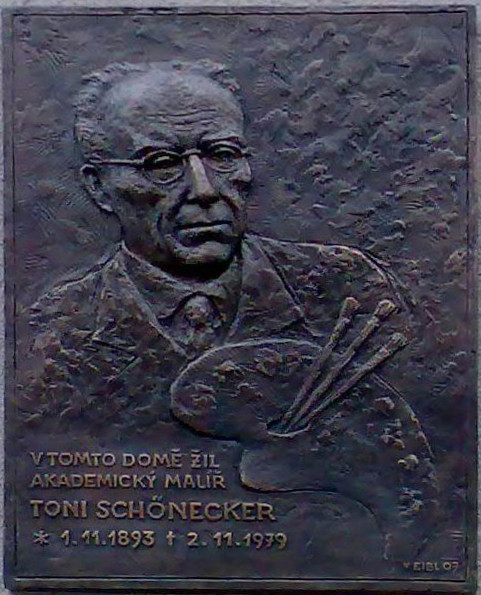
Pamětní deska Toniho Schöneckera v Sokolově na domě č. p. 692 v dnešní ulici Karla Havlíčka Borovského od Vítězslava Eibla
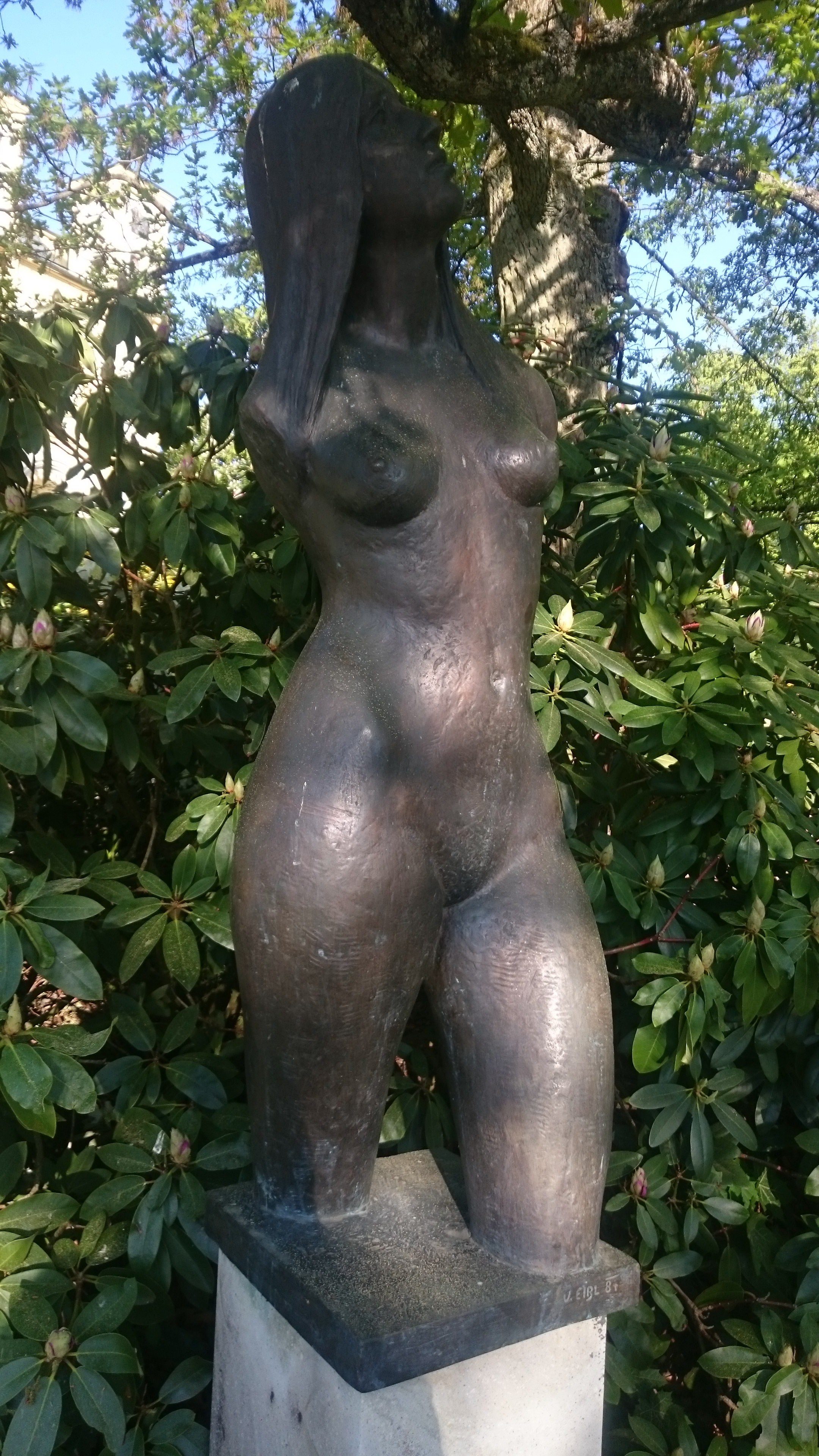
Vítězslav Eibl, socha

#### Katalogy
- Vítězslav Eibl: Sochy, 1980, Vinter Vlastimil, kat. 28 s., Galerie výtvarného umění v Chebu
- Vítězslav Eibl: Sochy, 1983, kat. 8 s., Svaz českých výtvarných umělců, Praha
- Umění v Chebu: Umění ve veřejném prostoru od 19. století do současnosti, 2013, Černý Z, Fišer M, kat. kolektivní, 10 s., Galerie výtvarného umění v Chebu

#### Publikace
- Benešová Z, Straková P, Busty v Národním divadle, Národní divadlo 2010, ISBN 978-80-7258-331-7
- Malá encyklopedie výtvarných umělců a architektů západních Čech: 1945–1990, Havlic V a kol., 1990, 205 s., Západočeské nakladatelství, Plzeň, ISBN 80-7088-016-3